# Meduza

Logo der Internetzeitung

Meduza (russisch Медуза, benannt nach der mythologischen Figur Medusa, wörtlich auch „Qualle“) ist eine zweisprachige Internetzeitung mit Sitz in Riga, Lettland. Meduza wurde im Oktober 2014 von der ehemaligen Chefredakteurin von Lenta.ru, Galina Timtschenko, als Exilmedium gegründet und berichtet in russischer und englischer Sprache. Meduza ist im Besitz von Timtschenko (65 Prozent) und des Chefredakteurs Iwan Kolpakow (35 Prozent).
Meduza hat (Stand: 1. Mai 2021) 60 Mitarbeiter. Eigenen Angaben zufolge hat Meduza (Stand Mai 2021) etwa zehn Millionen Besucher im Monat. Im Januar 2023 wurde Meduza in Russland als „unerwünschte Organisation“ eingestuft.

## Geschichte
Wie die Chefredakteurin arbeitete auch ein Großteil der Mitarbeiter der Nachrichtenwebsite früher für Lenta.ru. Nach Ansicht von Timtschenko habe Putin erst nach den Dumawahlen 2011 die Macht des Internets erkannt und die Zensurmaßnahmen entsprechend verschärft. Als Timtschenkos Redaktion bei Lenta über den russischen Krieg in der Ukraine seit 2014 und die Annexion der Krim durch Russland zu berichten begann, gab es ihr zufolge die „unmittelbare Forderung“ des russischen Staats, das „populärste Internetmedium, das eine andere Meinung hat“, „aus dem Weg zu räumen“. Von Russland aus weiter zu arbeiten, hätte laut Timschenko bedeutet, sich mit „Geheimdienst, Polizei und Steuerbehörde herumschlagen“ zu müssen. Ein „falscher“ Tweet genüge, „und sechs Dienste kommen, um die Redaktion zu überprüfen“.
Als Sitz für das Exilmedium wurde anfangs auch Berlin in Betracht gezogen. „Aber“, sagte Galina Timtschenko, „man kann nicht auf Russisch arbeiten und dann nie Russisch auf der Straße reden und hören, dann stirbt die Sprache. Wir haben ein Land der ehemaligen Sowjetunion gesucht, wo Russisch noch eine Verkehrssprache ist, und hier in Lettland ist das der Fall.“
Am 6. Juni 2019 wurde der Investigativ-Journalist Iwan Golunow, der für Meduza arbeitet, in Moskau von der Polizei festgenommen. Die Ermittler warfen ihm Drogenbesitz vor, die Nichtregierungsorganisation Reporter ohne Grenzen sprach von „erfundenen Vorwürfen“, um einen regierungskritischen Journalisten zum Schweigen zu bringen. Die drei wichtigsten Wirtschaftsmedien Wedomosti, RBK und Kommersant solidarisierten sich mit einem gleichlautenden Titel am 9. Juni, während sich zehntausende Bürger sowie Prominente für Golunow einsetzten. Noch vor einem geplanten öffentlichen Protest in Moskau am 12. Juni stellte die russische Justiz am 11. Juni 2019 das Verfahren gegen Golunow ein und ließ den Vorwurf des Drogenbesitzes fallen. Nach Mitteilung des Innenministeriums soll eine interne Untersuchung der Vorgänge anberaumt werden. Am 28. Mai 2021 wurden 5 ehemalige Polizeibeamte wegen Fälschung von Beweismitteln zu langjährigen Haftstrafen verurteilt.
Vor der COVID-19-Pandemie habe Meduza laut einer Reportage im Tages-Anzeiger bis 3 Millionen Euro Werbeeinnahmen erwirtschaftet.
Nachdem das russische Justizministerium Meduza Ende April 2021 in das Register „ausländischer Agenten“ eintrug, muss die Webseite seither jeden publizierten Inhalt mit dem Warnhinweis versehen, dass Meduza „die Funktion eines ausländischen Agenten ausübt“; die Werbekunden werden dadurch abgeschreckt und das Nachrichtenportal verliert seine Einnahmen, laut Angabe des Tages-Anzeigers im November 2022 betrug der Verlust 90 Prozent. Anstelle der Werbeeinnahmen finanziere sich Meduza seither durch Crowdfunding. Nach dem Beginn des russischen Überfalls auf die Ukraine 2022 konnten die Unterstützer von Meduza aufgrund der Sanktionen keine Überweisungen per Kreditkarten mehr vornehmen. Daraufhin habe Meduza sein englischsprachiges Angebot ausgebaut und neue englischsprachige Nutzer gewonnen. Das schwierigste Frage sei für Timtschenko laut Tages-Anzeiger: „Wie erreichen wir das russische Publikum“. Meduza wurde dazu auf allen sozialen Medien aktiv, versandte aber auch E-Mails, Newsletter und Push-Meldungen. Außerdem werden Artikel als PDF-Dateien angeboten, damit sie auch Leser erreichen, die keine Möglichkeit haben, die Internetzensur zu umgehen.
Im Januar 2023 wurde Meduza in Russland als „unerwünschte Organisation“ eingestuft. Seit März 2023 besteht eine Publikationskooperation mit der deutschsprachigen Tageszeitung (taz). Ende 2023 wurde in Berlin die Website Schön gestartet.